# Prumnopitys taxifolia
Prumnopitys taxifolia (kakaterro, matai o pino negro) es un árbol endémico  de Nueva Zelanda de las coníferas que crece en la Isla del Norte e Isla del Sur. También se extiende hasta la Isla Stewart (47° S) pero no es común ahí.   

## Descripción
Crece hasta 40 m de alto, con un tronco de hasta 2 m de diámetro. Las hojas son desde lineares a forma de hoz, 10-15 mm de largo y 1.5-2 mm de ancho. Los conos son muy modificados, reducidos a un tallo central de 3-4 cm de largo que produce 1-6 escamas, cada escala madura en forma de baya, 10-15 mm de largo, de color violeta púrpura cubriendo una única semilla. Las semillas  son dispersadas por el kereru (la paloma de Nueva Zelanda), la cual come las 'bayas' y pasa las semillas a través sus deposiciones.

### Etapa juvenil

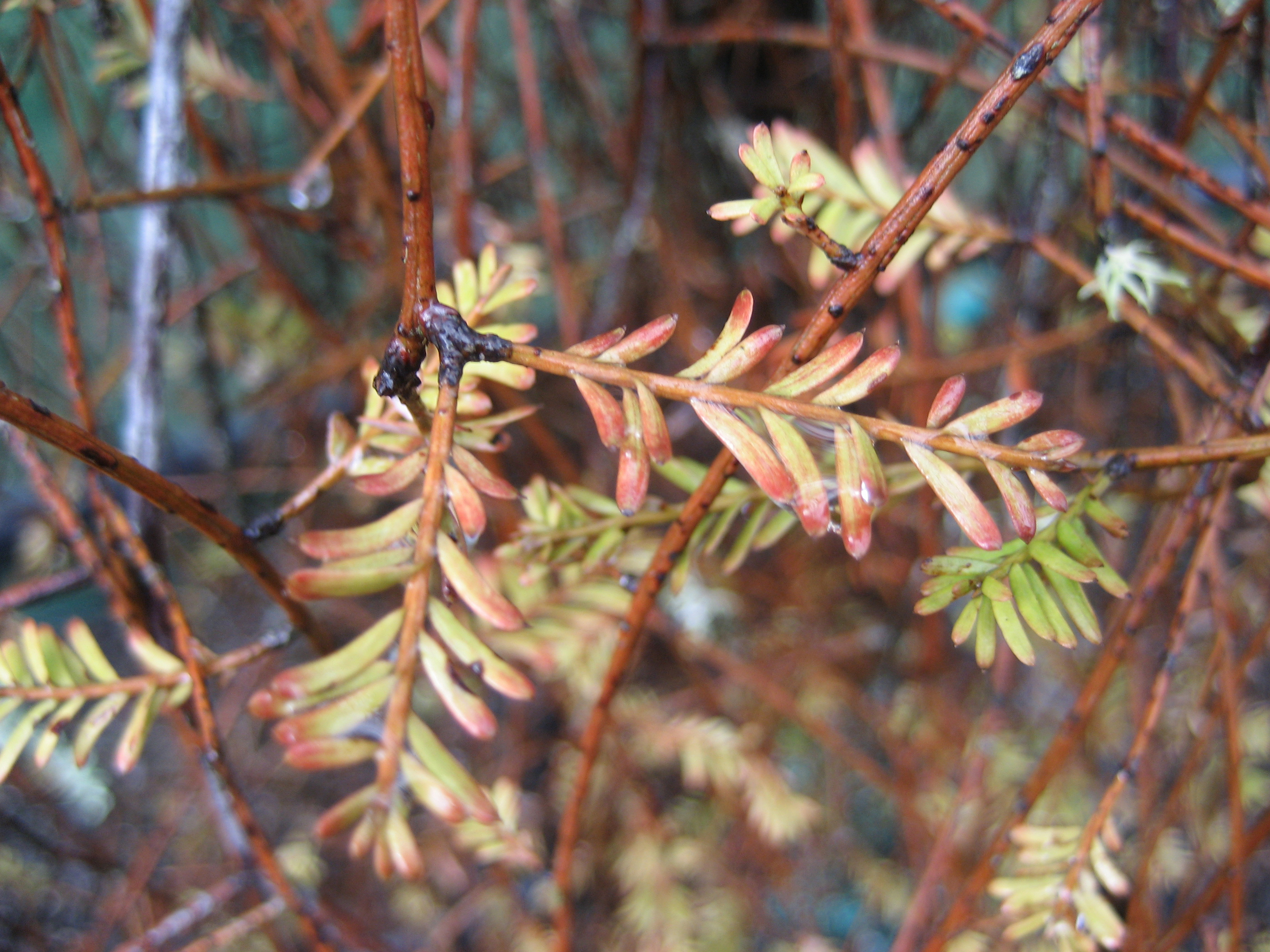
Un juvenil matai es una maraña de ramillas divaricadas (extendidas) con hojas ocasionalmente cafés, amarillo pálidos, o blanco mugriento

A diferencia del relacionado Miro (Prumnopitys ferruginea), el matai tiene una etapa juvenil distintiva y bastante duradera. La juvenil es un arbusto con una maraña de ramillas delgadas, flexibles y divaricadas (extendidas) entremezcladas de hojas cafés, amarillo pálido, u hojas color blanco mugriento. Después de algunos años, el árbol adulto empieza a crecer desde la copa del arbusto juvenil y entonces las ramillas expansivas se marchitan y se caen.

## Clasificación
El nombre científico taxifolia deriva del parecido con las hojas del tejo (Taxus). En el pasado la especie, como otras especies de Prumnopitys, era con frecuencia incluida en Podocarpus; en esta especie bajo el nombre de Podocarpus spicatus. Se distingue del miro por las hojas más delgadas y los conos de color púrpura-violeta. 

## Usos

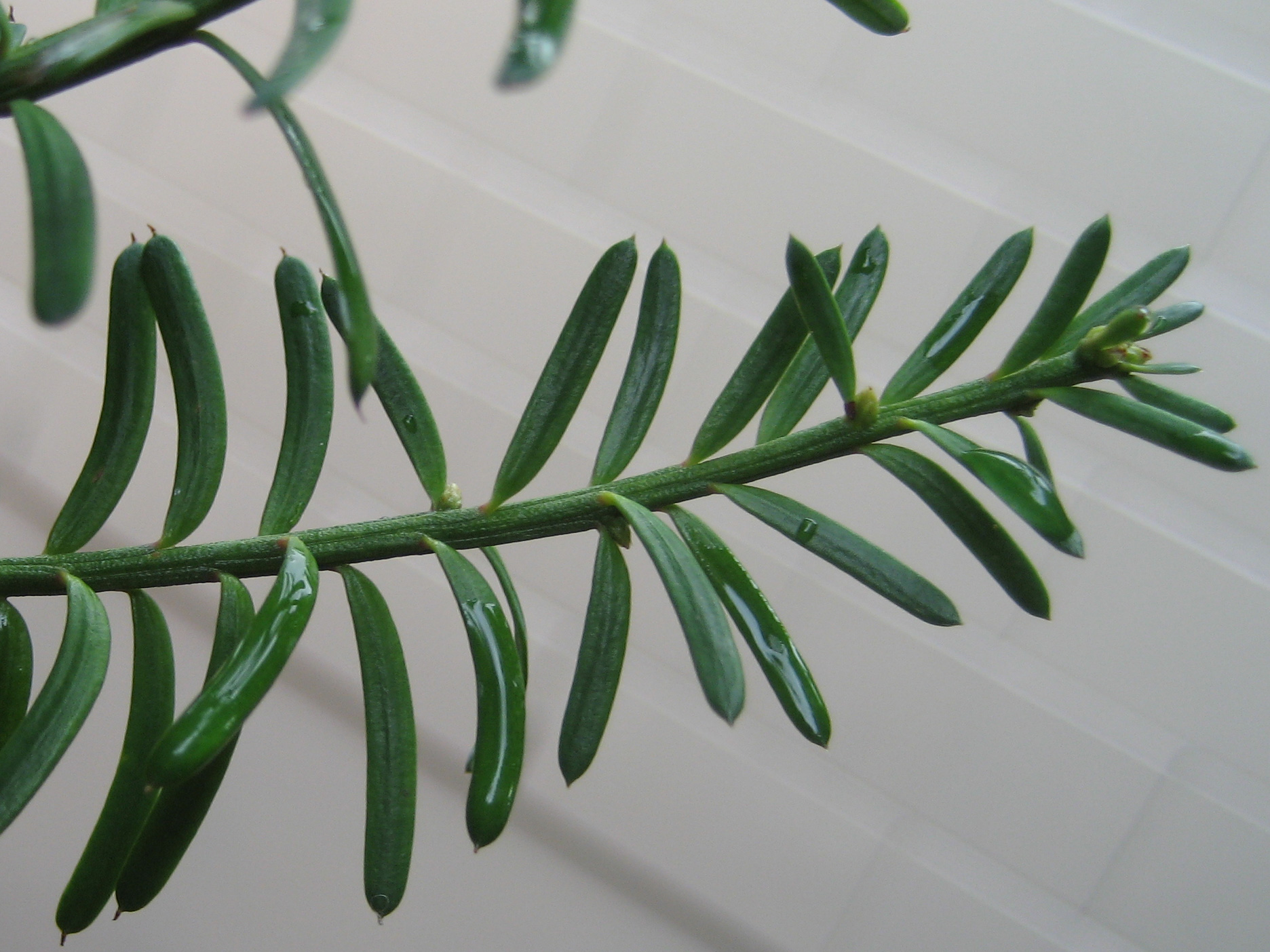
Las hojas adultas del matai son verde oscuras, algo glaucas en el haz, y glaucas en el envés, y de lineares a forma de hoz

La madera de este árbol fue extensivamente usada en Nueva Zelanda para pisos a mediados del siglo XX. El matai no se encuentra en peligro, sin embargo como tipo forestal ha sido grandemente reducido por la tala. Muy pocos ejemplos de los bosques dominados por el matai quedan.